# BHR 71
BHR 71 est un système binaire protostellaire constitué de deux jeunes étoiles nommées IRS 1 et IRS 2.